# Verenigd Koninkrijk op het Eurovisiesongfestival 1982
Het Verenigd Koninkrijk deed in 1982 voor de vijfentwintigste keer mee aan het Eurovisiesongfestival. De groep Bardo
was gekozen door de BBC door een nationale finale om het land te vertegenwoordigen.

## Nationale voorselectie
Onder de titel A Song for Europe 1982 hield het Verenigd Koninkrijk een nationale finale om de artiest en het lied te selecteren voor het Eurovisiesongfestival 1982. De nationale finale werd gehouden op 24 maart 1982 en werd gepresenteerd door Terry Wogan.
De winnaar werd gekozen door zeven regionale jury's.

| Volgorde | Lied                                    | Componist                       | Artiest             | Punten | Plaats |
| -------- | --------------------------------------- | ------------------------------- | ------------------- | ------ | ------ |
| 01       | "Dancing in Heaven"                     | Brian Fairweather & Martin Page | Q-Feel              | 59     | 6de    |
| 02       | "No Matter How I Try"                   | Paul Curtis                     | Paul Curtis         | 60     | =4de   |
| 03       | "Every Step of the Way"                 | David Mindel                    | The Touring Company | 69     | =2de   |
| 04       | "Different Worlds and Different People" | Tony Hiller & Paul Curtis       | Loving Feeling      | 60     | =4de   |
| 05       | "Every Day of My Life"                  | David Mindel & Patrick Burston  | Good Looks          | 69     | =2de   |
| 06       | "You're the Only Good Thing in My Life" | Elaine Saffer & John Carrington | Rich Gypsy          | 53     | 8ste   |
| 07       | "One Step Further"                      | Simon Jeffries                  | Bardo               | 76     | 1ste   |
| 08       | "How Long"                              | Paul Curtis & Graham Sacher     | The Weltons         | 58     | 7de    |

## In Harrogate
In de Britse stad Harrogate moest het Verenigd Koninkrijk aantreden als 4de, net na Noorwegen en voor Turkije.
Op het einde van de puntentelling bleek dat ze op een zevende plaats waren geëindigd met 76 punten.
Men ontving 2 keer het maximum van de punten.
Van Nederland ontvingen ze één punt en van België geen.

### Gekregen punten

#### Finale
| 12 punten                | 10 punten            | 8 punten | 7 punten              | 6 punten                         |
| ------------------------ | -------------------- | -------- | --------------------- | -------------------------------- |
| - Luxemburg - Oostenrijk | - Turkije            |          | - Ierland             | - Joegoslavië - Noorwegen        |
| 5 punten                 | 4 punten             | 3 punten | 2 punten              | 1 punt                           |
| - Zwitserland            | - Finland - Portugal | - Cyprus | - Denemarken - Israël | - Duitsland - Nederland - Spanje |

### Punten gegeven door Verenigd Koninkrijk

#### Finale
Punten gegeven in de finale:
| 12 punten | Zwitserland |
| 10 punten | Oostenrijk  |
| 8 punten  | Duitsland   |
| 7 punten  | Ierland     |
| 6 punten  | Luxemburg   |
| 5 punten  | Zweden      |
| 4 punten  | Portugal    |
| 3 punten  | Cyprus      |
| 2 punten  | België      |
| 1 punt    | Israël      |

1957 · 1958 · 1959 · 1960 · 1961 · 1962 · 1963 · 1964 · 1965 · 1966 · 1967 · 1968 · 1969 · 1970 · 1971 · 1972 · 1973 · 1974 · 1975 · 1976 · 1977 · 1978 · 1979 · 1980 · 1981 · 1982 · 1983 · 1984 · 1985 · 1986 · 1987 · 1988 · 1989 · 1990 · 1991 · 1992 · 1993 · 1994 · 1995 · 1996 · 1997 · 1998 · 1999 · 2000 · 2001 · 2002 · 2003 · 2004 · 2005 · 2006 · 2007 · 2008 · 2009 · 2010 · 2011 · 2012 · 2013 · 2014 · 2015 · 2016 · 2017 · 2018 · 2019 · 2020 · 2021 · 2022 · 2023 · 2024 · 2025